# حمیدالله آخندزاده
ملا حمیدالله آخوندزاده سیاستمدار اهل افغانستان است. وی در ۷ سپتامبر ۲۰۲۱ به حیث سرپرست وزارت ترانسپورت افغانستان منصوب گردید.